# برگامو
برگامو  یکی از شهرهای اصلی ناحیهٔ لمباردی و مرکز استان برگامو در شمال ایتالیاست که در ۵۰ کیلومتری شمال‌شرقی میلان و در لبهٔ شمالی دشت لمباردی در محل تلاقی دره‌های برمبانا و سریانا واقع شده‌است.
دفتر مرکزی شرکت معروف برمبو در این شهر قرار دارد.
شهر از دو بخش با دو هویت متفاوت تشکیل شده‌است، بخش پایینی که برگامو باسا یا سیتا باسا نامیده می‌شود بیشتر مدرن و امروزی بوده و ترکیبی است از شهری نئوکلاسیک با خیابان‌هایی مفروش با سنگ‌فرش‌های قرون وسطایی. اما بخش بالایی شهر که چسبیده به نپه‌ها بوده و ۱۲۰۰ پا بالاتر از سطح دشت لمباردی قرار دارد برگامو آلتا یا سیتا آلتا نامیده می‌شود و شامل بافتی قدیمی، ساکت و خوش‌منظره است که دوران گذشته را تداعی می‌کند.
فرودگاه اوریو آل سریو در این شهر قرار دارد.

## تاریخچه
گلها در ۵۵۰ سال پیش از میلاد مسیح در این مکان سکنی گزیدند و آن را برگم (Berghem) نامیدند. اما رومیها در ۱۹۶ سال پیش از میلاد این سرزمین را به تصرف خود درآورده و نامش را به برگوموم (Bergomum) تغییر دادند. این شهر سپس در دوران حملهٔ بربرها تخریب شد تا آنکه در اختیار لمباردها قرار گرفت و دورانی از صلح و آرامش را بویژه در زمان ملکه تئودولیندا تجربه کرد.
برگامو در فاصلهٔ سده‌های یازدهم تا سیزدهم به صورت کمون (شهرستان) ی مستقل اداره می‌شد تا آنکه علیه امپراتور فردریک بارباروسا به اتحاد لمبارد پیوست و در طی درگیری‌های گوئلف‌ها (حامیان پاپ) و گیبلین‌ها (حامیان امپراتور) آسیب دید.
برگامو در دوران فرمانروایی بارتولومیو کولئونی (۱۴۰۰–۱۴۷۵) نخست در دستان خانوادهٔ ویسکونتی از میلان قرار گرفت و پس از آن به جمهوری ونیز رسید. ونیزی‌ها که بیش از ۳۵۰ سال بر این شهر فرمان راندند خانه‌ها و کاخ‌هایی با پنجره‌هایی به سبک گوتیک ساختند که سردرها و فضاهایی باز با شیرهایی ونیزی (نماد جمهوری) زینت‌بخش آنها بود. آنها همچنین دیوارهای دروازه‌داری را به دور شهر کشیدند تا از حملهٔ بیگانگان در امان باشند اما سرانجام قوای انقلابی فرانسه در ۱۷۹۶ موفق به فتح شهر شده و به حکومت ونیزی‌ها پایان دادند.
برگامو سپس در ۱۸۱۴ به تصرف اتریشی‌ها درآمد تا آنکه در ۱۸۵۹ به دست جوزپه گاریبالدی آزاد شد.

## برخی از نقاط دیدنی
- سیتا آلتا
- پیاتزا وچیا (نویسندهٔ فرانسوی استاندال زمانی این مرکز تاریخی را «زیباترین نقطهٔ روی زمین» توصیف نمود)
- پیاتزا ماتئوتی
- صومعهٔ کاپلا کولئونی
- باسیلیکای سانتا ماریا ماگیوره
- تعمیدگاه هشت‌ضلعی باتیسترو
- گالری هنری آکادمیا کارارا

## نگارخانه

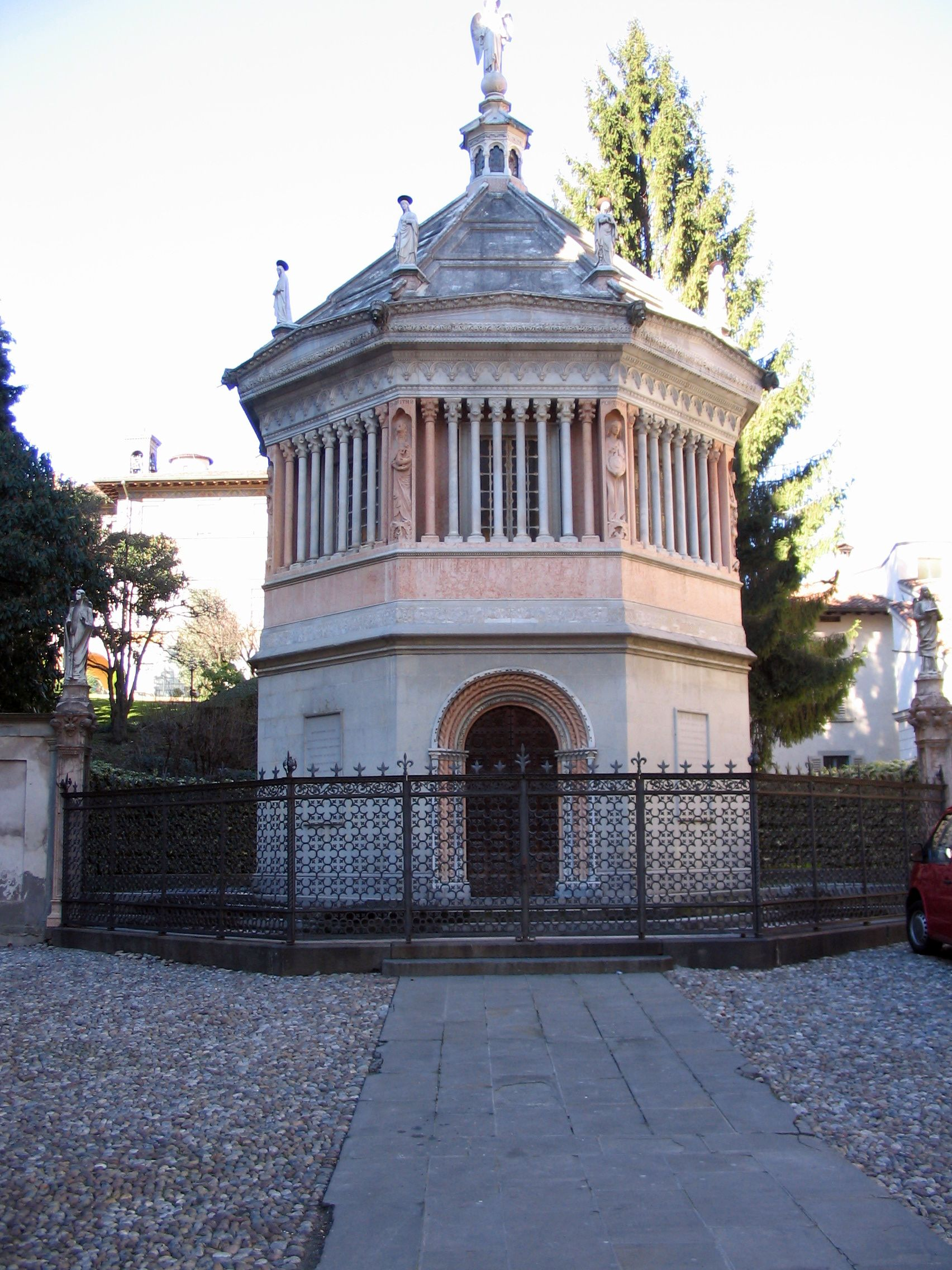
باتیسترو
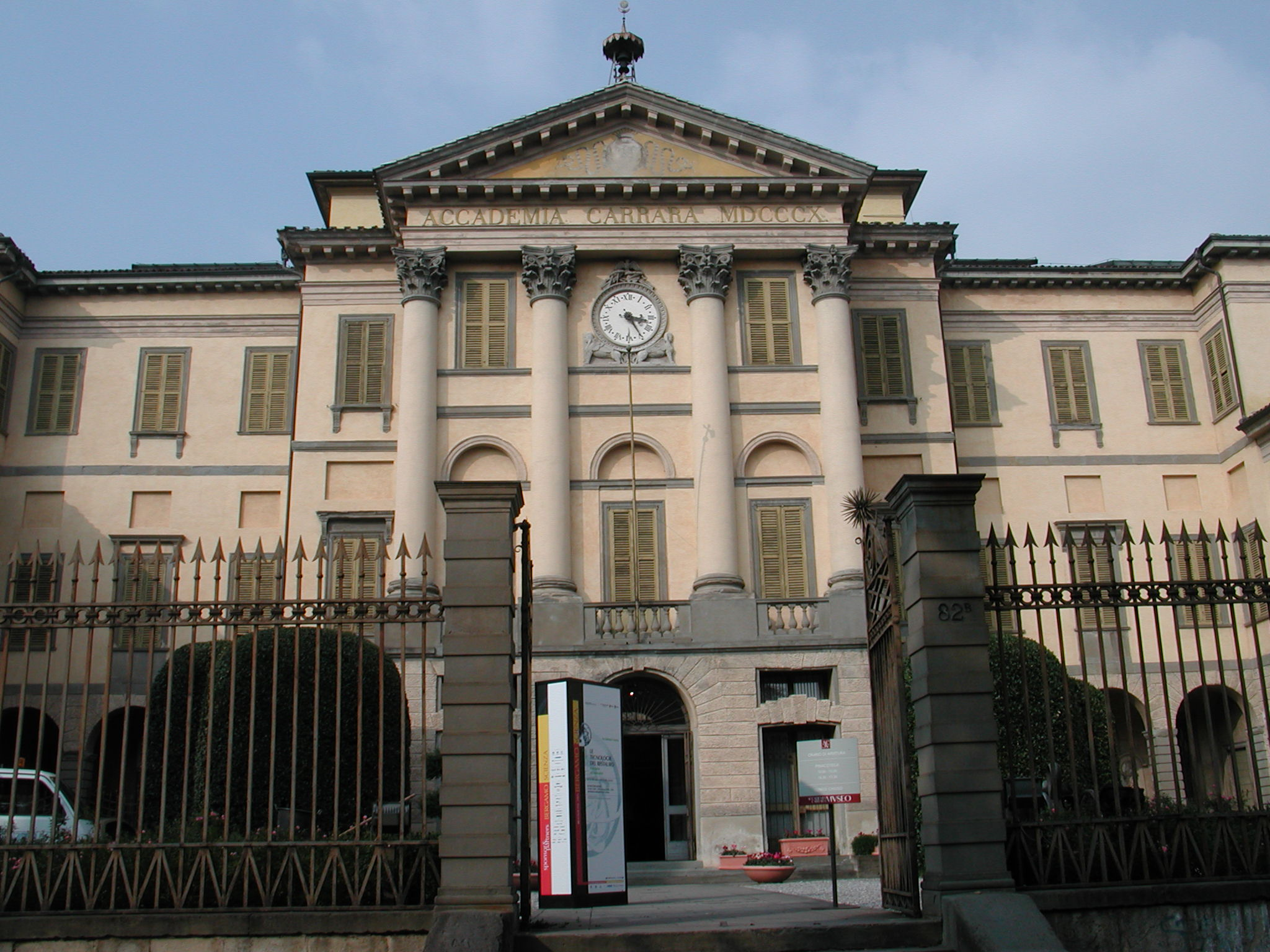
آکادمیا کارارا
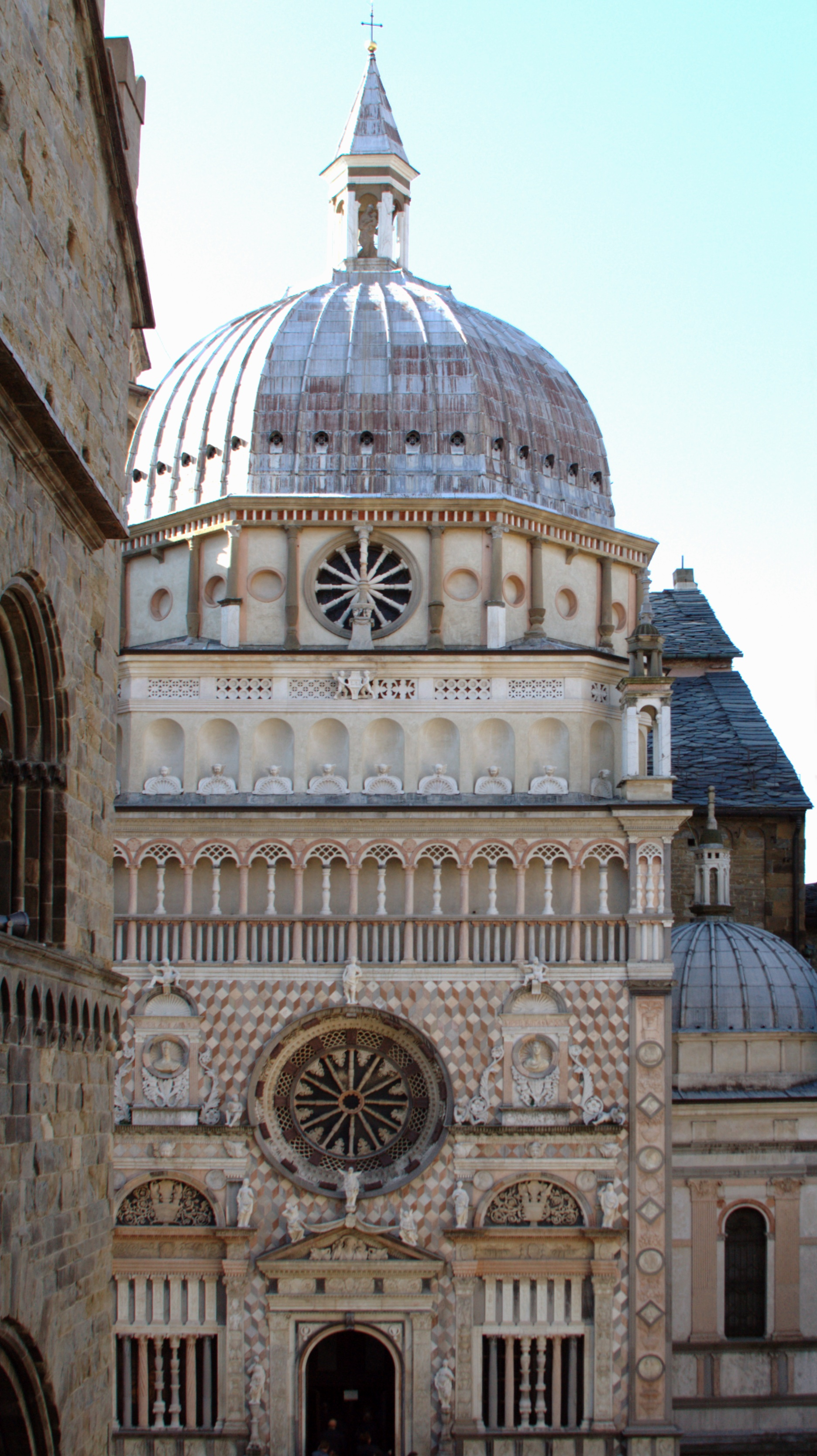
کاپلا کالئونی
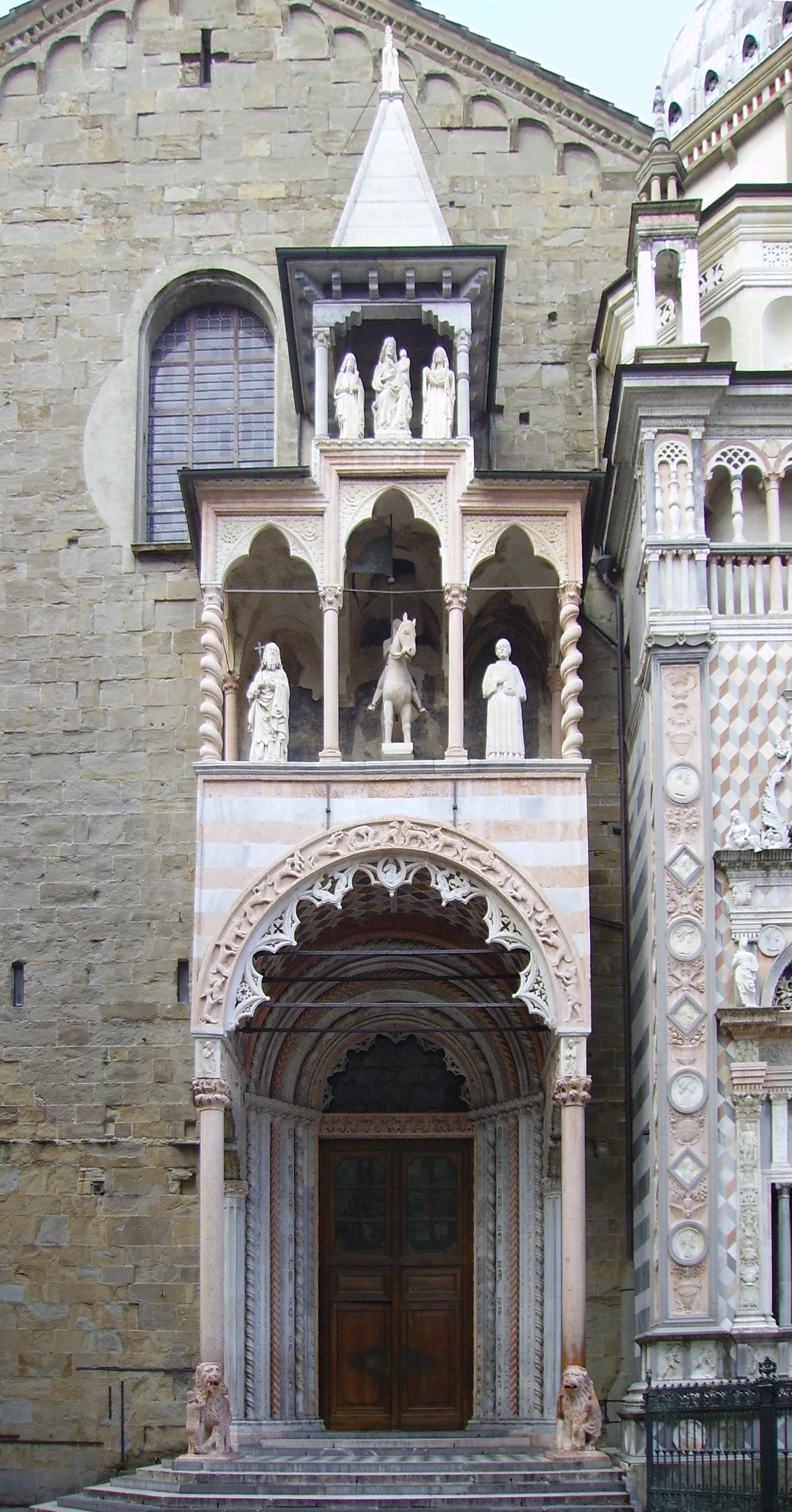
باسیلیکای سانتا ماریا ماگیوره
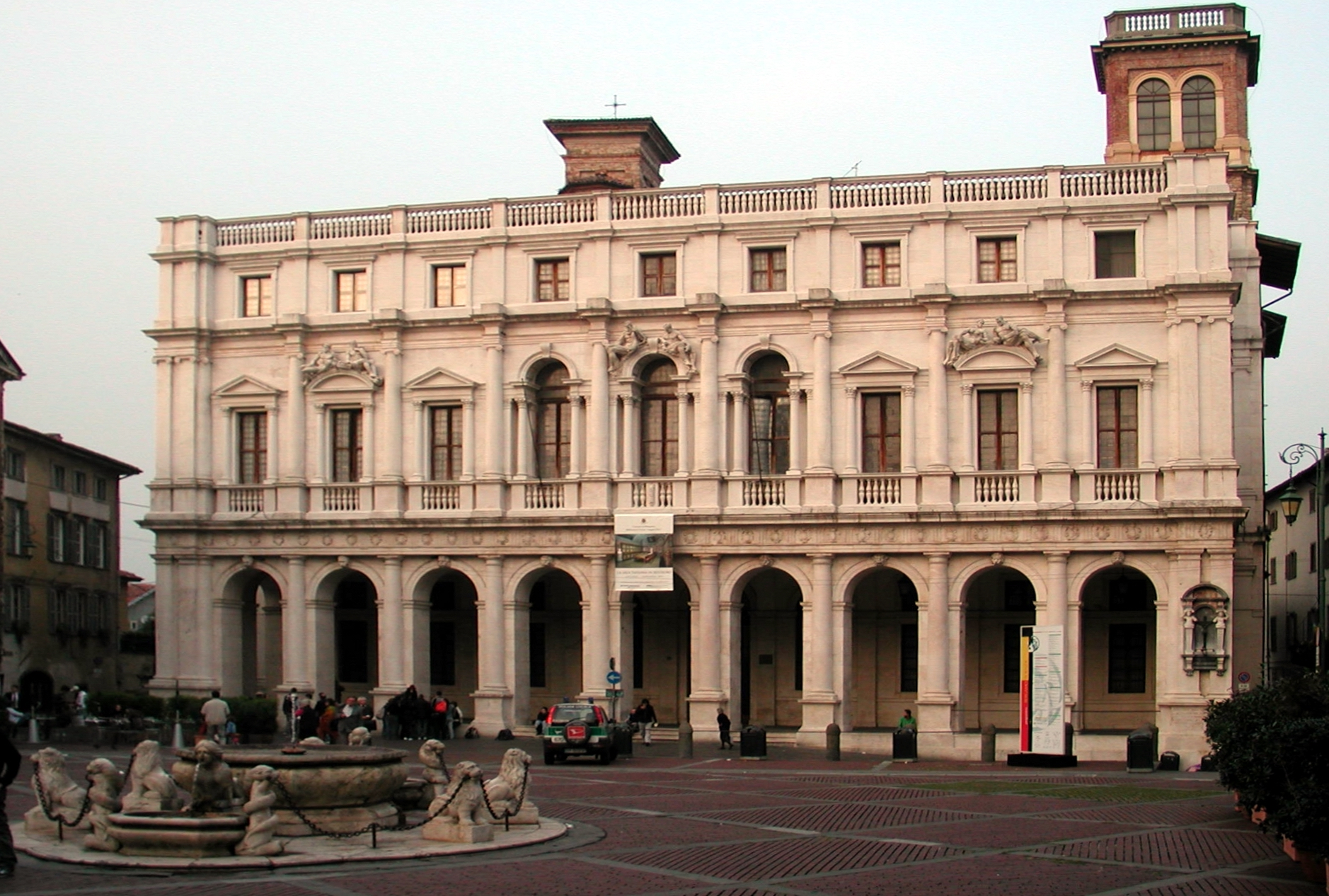
بیبلیوتکا آنجلو مای در پیاتزا وچیا
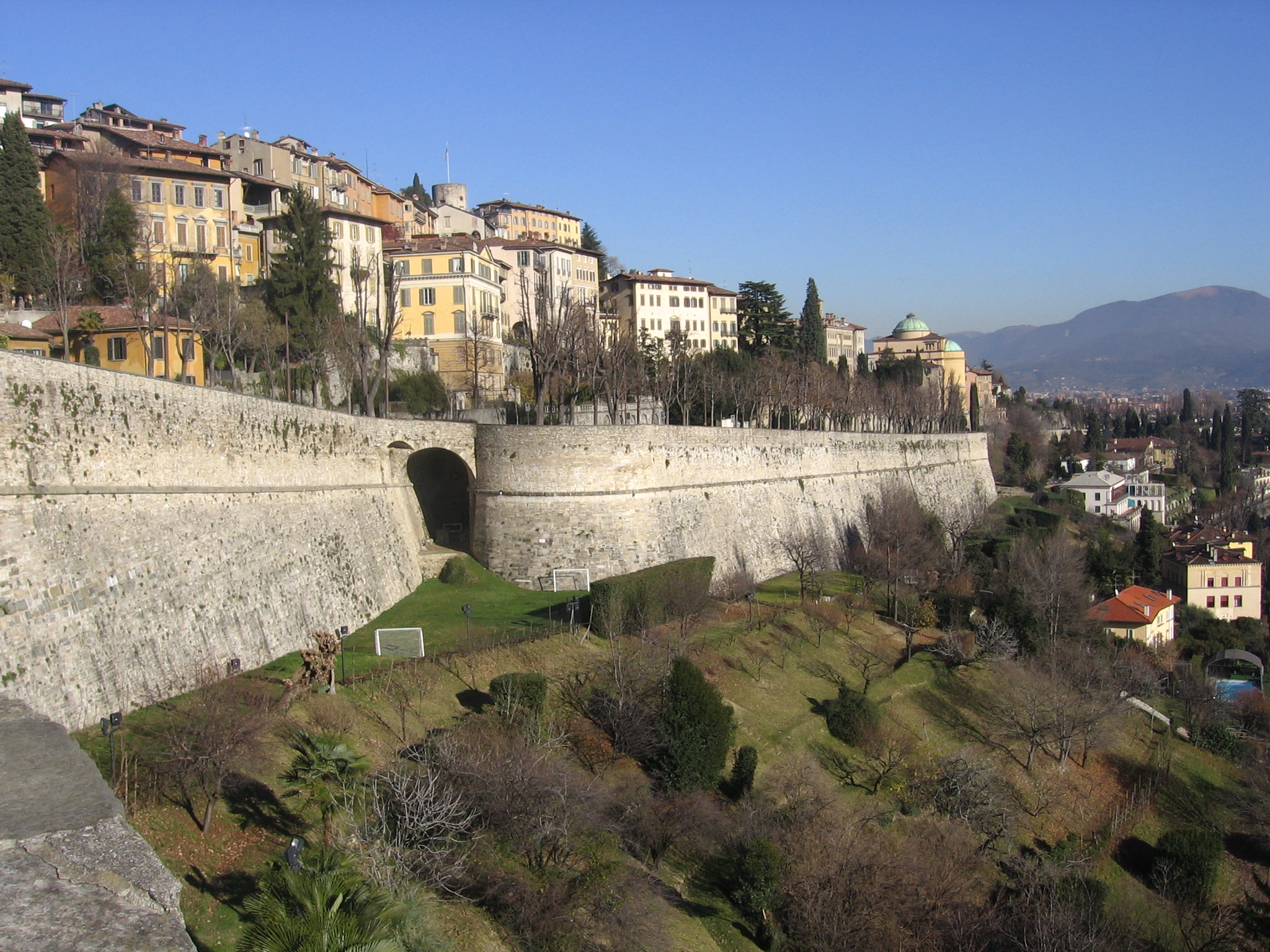
دیوارهای ونیزی برگامو
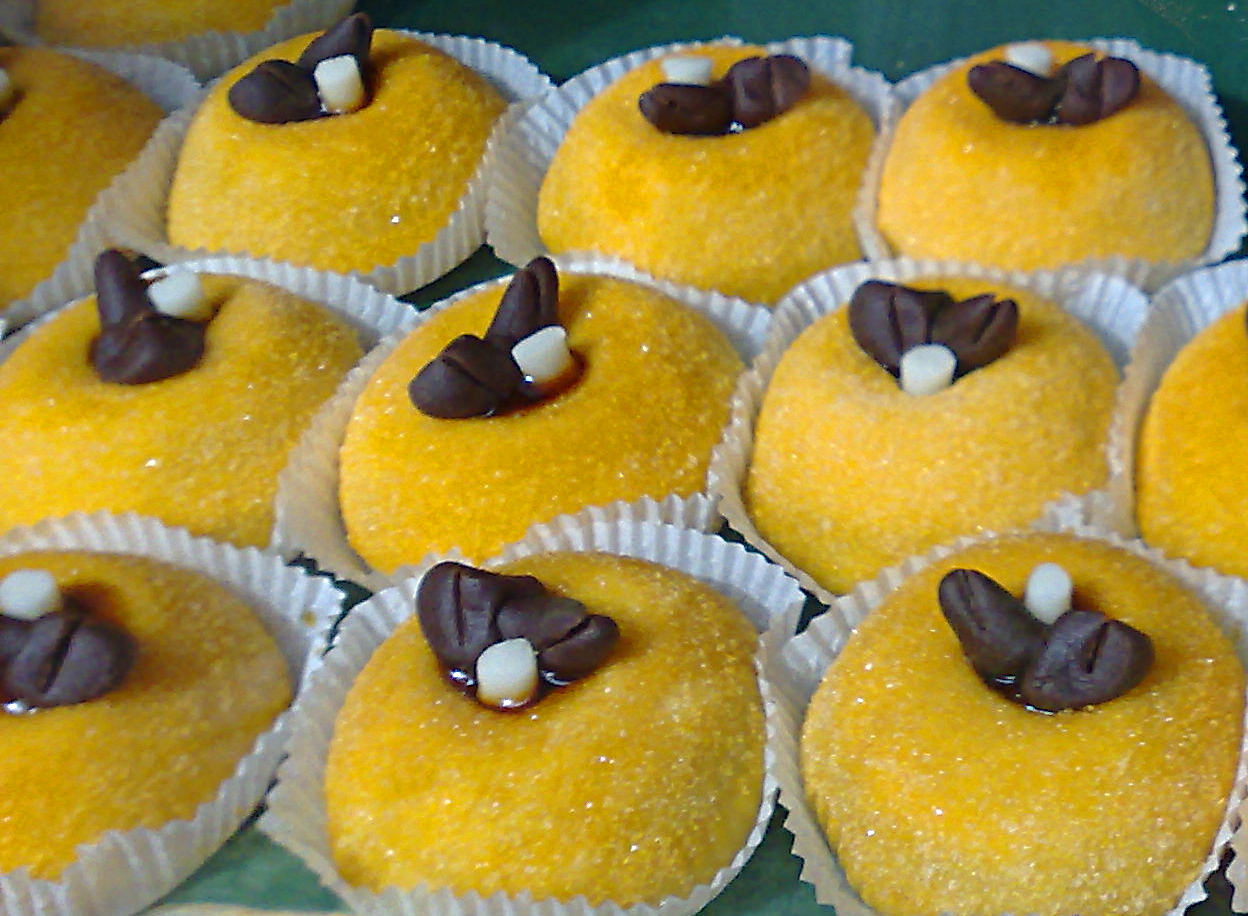
کیک‌های زرد محلی که Polenta e Osei نامیده می‌شوند.
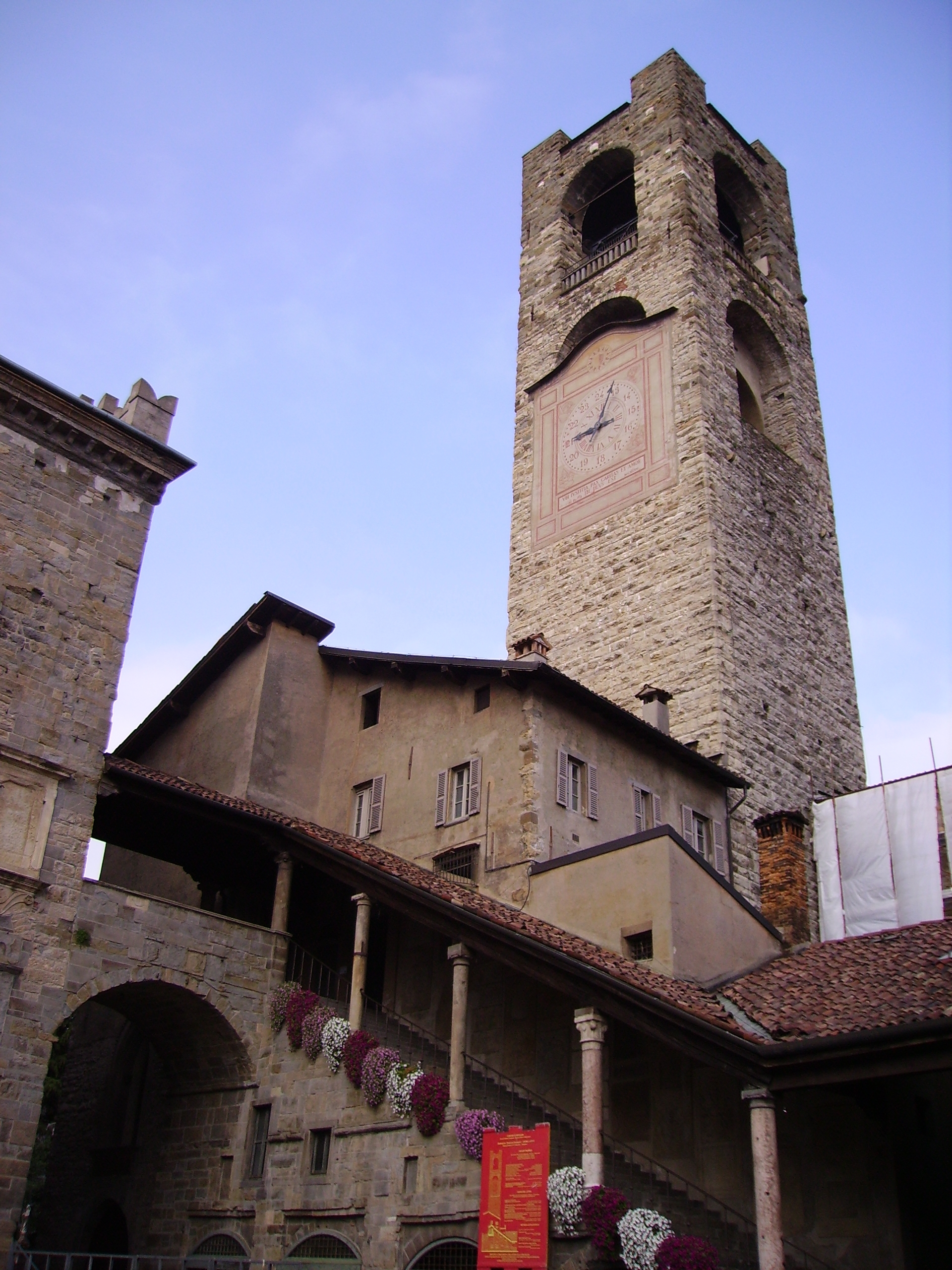
برج بزرگ پیاتزا وچیا در برگامو آلتا